# Composition des équipes masculines de hockey sur gazon à la Coupe AHF 2022
Cet article répertorie les compositions de toutes les équipes participantes à la Coupe AHF 2022. Les sept équipes nationales impliquées dans le tournoi devaient inscrire une équipe de 18 joueurs.
L'âge et la sélection de chaque joueur sont au 21 janvier 2022, premier jour de la saison.

## Poule A

### Sri Lanka
L'effectif suivant du Sri Lanka pour la Coupe AHF 2022.
Entraîneur :  Rifas Jaufardeen
| Numéro | Joueur                   | Date de naissance | Âge | Sélections |
| ------ | ------------------------ | ----------------- | --- | ---------- |
| 1      | Chamilka Mahabaduge (GB) | 12 octobre 1996   | 25  | 3          |
| 2      | Dhammika Ranasingha      | 19 novembre 1988  | 33  | 31         |
| 3      | Ishanka Doranegala       | 13 décembre 1983  | 38  | 92         |
| 4      | Saminda de Costa         | 15 avril 1995     | 26  | 8          |
| 6      | Sameera Weerasooriya     | 11 avril 1995     | 26  | 0          |
| 7      | Tharanga Komala          | 5 février 1987    | 35  | 39         |
| 8      | Dhananjana Bandara       | 9 septembre 1997  | 24  | 0          |
| 9      | Sanjeewe Malegodagamage  | 3 juillet 1985    | 36  | 6          |
| 10     | Vipul Warnakula          | 15 décembre 1998  | 23  | 6          |
| 11     | Sanda Sudusinghe         | 25 juillet 1988   | 33  | 39         |
| 12     | Demian Karunamunige      | 5 août 1987       | 34  | 51         |
| 13     | Rajitha Kulathunga       | 5 septembre 1991  | 30  | 25         |
| 14     | Udayashan Fernando       | 31 octobre 1995   | 26  | 20         |
| 17     | Seran Bothale            | 24 février 1997   | 25  | 6          |
| 19     | Kusal Weerappuli         | 31 mai 1995       | 26  | 0          |
| 22     | Maduranga Don Abraham    | 25 août 1990      | 27  | 47         |
| 23     | Lahiru Panthie (C)       | 30 novembre 1989  | 32  | 47         |
| 27     | Alwis Wathuthantrege     | 14 septembre 2000 | 21  | 0          |
| 29     | Tharindu Hendeniya (GB)  | 25 juin 1992      | 29  | 20         |
| 30     | Suresh Rathnayake        | 29 octobre 1992   | 29  | 27         |

### Ouzbékistan
L'effectif suivant de l'Ouzbékistan pour la Coupe AHF 2022.
Entraîneur :  Marsel Askarov
| Numéro | Joueur                     | Date de naissance | Âge | Sélections |
| ------ | -------------------------- | ----------------- | --- | ---------- |
| 1      | Davlat Tolibbaev (GB)      | 1er janvier 2002  | 20  | 3          |
| 2      | Sardorbek Tulashev         | 31 août 2001      | 20  | 3          |
| 3      | Shokhrukh Khamitov         | 20 octobre 2003   | 18  | 3          |
| 4      | Islombek Mamajonov         | 4 mai 2001        | 20  | 3          |
| 5      | Khotamjon Akhmadkhodjaev   | 1er mars 1994     | 28  | 4          |
| 6      | Jasurbek Zukhriddinov      | 2 juillet 2001    | 20  | 0          |
| 7      | Shavkatbek Mirzakarimov    | 16 août 1990      | 31  | 9          |
| 8      | Abdusalom Madaminov        | 26 août 2002      | 19  | 3          |
| 9      | Okhunjon Mirzakarimov (C)  | 4 décembre 1992   | 29  | 12         |
| 10     | Mukhammadkarim Aslanov     | 16 janvier 2001   | 21  | 3          |
| 11     | Malik Niftiev              | 6 avril 1996      | 25  | 0          |
| 12     | Gaybullo Khaytboev         | 9 octobre 1998    | 23  | 15         |
| 13     | Mukhammadkodir Vakhobjonov | 15 octobre 2002   | 19  | 0          |
| 14     | Khakimboy Khakimov         | 26 avril 1994     | 27  | 10         |
| 15     | Amur Ismoïlov              | 9 avril 2004      | 17  | 0          |
| 16     | Jonibek Oblokulov          | 1er octobre 2001  | 20  | 0          |
| 17     | Shokhrukhbek Salimjonov    | 17 octobre 2004   | 17  | 0          |
| 21     | Akhmadillo Mamirov (GB)    | 13 avril 2002     | 19  | 0          |

### Thaïlande
L'effectif suivant de la Thaïlande pour la Coupe AHF 2022.
Entraîneur :  Kim Kyung Soo
| Numéro | Joueur                  | Date de naissance | Âge | Sélections |
| ------ | ----------------------- | ----------------- | --- | ---------- |
| 1      | Thawin Phomjunt (GB)    | 7 juillet 2007    | 14  | 0          |
| 2      | Theerachai Sansamran    | 3 octobre 1999    | 22  | 21         |
| 3      | Veerachai Juithonglang  | 14 octobre 2004   | 17  | 0          |
| 5      | Kritsada Chueamkaew     | 17 mai 2004       | 17  | 0          |
| 6      | Sadakorn Vimuttanon (C) | 12 mai 1985       | 36  | 38         |
| 9      | Worawut Kaeochiangwang  | 4 mars 2005       | 17  | 0          |
| 10     | Kritsana Phumee         | 12 janvier 2005   | 17  | 0          |
| 12     | Singha Puttasem         | 13 août 2003      | 18  | 0          |
| 14     | Choedpong Wongjan       | 24 juin 2003      | 18  | 0          |
| 15     | Chutiphong Samoena      | 16 novembre 2004  | 17  | 0          |
| 17     | Tanwa Yongthong         | 12 décembre 1996  | 25  | 11         |
| 18     | Wistawas Phosawang (GB) | 6 août 2002       | 19  | 0          |
| 20     | Borirak Harapan         | 15 janvier 1997   | 25  | 29         |
| 22     | Chanachol Rungniyom     | 9 novembre 2001   | 20  | 0          |
| 24     | Wirawat Singthong       | 24 mars 1997      | 24  | 30         |
| 26     | Thanakrit Boon-Art      | 25 mars 1996      | 25  | 42         |
| 29     | Tanakit Juntakian       | 29 janvier 1996   | 26  | 34         |
| 32     | Chatphisit Yaemnaisit   | 30 mai 2003       | 18  | 0          |

### Kazakhstan
L'effectif suivant du Kazakhstan pour la Coupe AHF 2022.
Entraîneur :  Olga Urmanova
| Numéro | Joueur                 | Date de naissance  | Âge | Sélections |
| ------ | ---------------------- | ------------------ | --- | ---------- |
| 1      | Daulet Urmanov (C)     | 13 décembre 1994   | 27  | 17         |
| 7      | Meirlan Toibekov       | 6 décembre 1997    | 24  | 16         |
| 8      | Maxat Zhokenbayev      | 24 janvier 1996    | 26  | 14         |
| 10     | Yermek Tashkeyev       | 17 juin 1998       | 23  | 17         |
| 11     | Daniyar Yerali         | 7 mai 2003         | 18  | 0          |
| 12     | Rustam Yestemessov     | 3 mars 2002        | 20  | 3          |
| 14     | Arsen Podolyakin       | 10 décembre 1984   | 37  | 6          |
| 15     | Aman Yelubayev         | 10 juillet 1998    | 23  | 17         |
| 16     | Yerassyl Askhatov (GB) | 11 mai 1998        | 23  | 6          |
| 17     | Talant Almen           | 18 septembre 1998  | 23  | 7          |
| 18     | Zhengis Bebitov        | 9 mars 2001        | 21  | 1          |
| 19     | Shynggys Seitkaliyev   | 12 août 1998       | 23  | 4          |
| 20     | Yerkebulan Dyussebekov | 13 mars 1995       | 26  | 17         |
| 21     | Tilek Uzbek            | 14 janvier 1993    | 29  | 17         |
| 23     | Nurzhan Mukhamadiyev   | 14 mai 1996        | 25  | 17         |
| 25     | Nurkhan Sansyzbayev    | 24 octobre 1991    | 30  | 7          |
| 55     | Miras Abdikeshov (GB)  | 1er septembre 2000 | 21  | 1          |

## Poule B

### Indonésie
L'effectif suivant de l'Indonésie pour la Coupe AHF 2022.
Entraîneur :  Dhaarma Raj
| Numéro | Joueur            | Date de naissance | Âge | Sélections |
| ------ | ----------------- | ----------------- | --- | ---------- |
| 1      | Indi Kastoro (GB) | 14 décembre 1986  | 35  | 4          |
| 2      | Alam Fajar (GB)   | 17 avril 1999     | 22  | 0          |
| 3      | Fadli Muhamad     | 18 janvier 2000   | 22  | 0          |
| 4      | Asrul Alam        | 18 mai 1997       | 24  | 0          |
| 5      | Daarul Quthni (C) | 13 octobre 1992   | 29  | 6          |
| 6      | Iexy Kristianto   | 13 décembre 1995  | 26  | 6          |
| 7      | Soenardi          | 20 juillet 1994   | 27  | 0          |
| 8      | Frank Atwo        | 4 avril 1998      | 23  | 0          |
| 10     | Ahdan Asasi       | 3 décembre 1998   | 23  | 0          |
| 11     | Ardam             | 23 mai 1992       | 29  | 10         |
| 13     | Revo Priliandro   | 22 avril 1997     | 24  | 0          |
| 15     | Alfandy Prastyo   | 12 juillet 1999   | 22  | 6          |
| 17     | Jerry Efendi      | 19 janvier 1990   | 32  | 10         |
| 18     | Budi Romansyah    | 18 mars 1992      | 29  | 6          |
| 19     | Mochamad Fathur   | 30 janvier 2000   | 22  | 0          |
| 20     | Michael Mansoben  | 20 juin 2000      | 21  | 0          |
| 21     | Nurul Maulana     | 21 juillet 1997   | 24  | 0          |
| 22     | Abdullah Al Akbar | 11 août 1995      | 26  | 4          |
| 23     | Aulia Al Ardh     | 23 juin 1995      | 26  | 10         |
| 24     | Gamma Rahmatullah | 26 mai 1994       | 27  | 10         |

### Bangladesh
L'effectif suivant du Bangladesh pour la Coupe AHF 2022.
Entraîneur :  Krishnamurthy Gobinathan
| Numéro | Joueur              | Date de naissance | Âge | Sélections |
| ------ | ------------------- | ----------------- | --- | ---------- |
| 1      | Abu Nippon (GB)     | 15 novembre 1994  | 27  | 28         |
| 2      | Ashraful Islam      | 5 janvier 1999    | 23  | 55         |
| 3      | Farhad Shetul       | 9 décembre 1995   | 26  | 61         |
| 4      | Khorshadur Rahman   | 13 décembre 1995  | 26  | 67         |
| 6      | Roman Sarkar        | 1er janvier 1998  | 24  | 62         |
| 7      | Rashel Mahmud       | 5 mai 1987        | 34  | 119        |
| 8      | Fazla Rabby         | 6 avril 1999      | 22  | 18         |
| 9      | Milon Hossain       | 24 avril 1995     | 26  | 52         |
| 10     | Puskar Khisa        | 30 juin 1993      | 28  | 64         |
| 11     | Md. Rakibul         | 2 septembre 2004  | 17  | 2          |
| 13     | Rezaul Babu         | 24 novembre 1997  | 24  | 54         |
| 14     | Sarower Hossain (C) | 30 décembre 1995  | 26  | 61         |
| 15     | Naim Uddin          | 6 octobre 1999    | 22  | 25         |
| 16     | Md. Deen Emon       | 22 septembre 1997 | 24  | 8          |
| 17     | Prince Samundo      | 10 avril 2002     | 19  | 4          |
| 19     | Arshad Hossain      | 1er juillet 2001  | 20  | 29         |
| 20     | Md. Mehedi Hasan    | 12 octobre 2001   | 20  | 4          |
| 21     | Shohanur Sobuj      | 2 octobre 2000    | 21  | 13         |
| 22     | Biplob Kujur (GB)   | 22 janvier 2001   | 21  | 4          |
| 30     | Mahbub Hossain      | 22 avril 1999     | 22  | 0          |

### Oman
L'effectif suivant d'Oman pour la Coupe AHF 2022.
Entraîneur :  Chiow Lim
| Numéro | Joueur                     | Date de naissance | Âge | Sélections |
| ------ | -------------------------- | ----------------- | --- | ---------- |
| 3      | Ammaar Al Shaaibi          | 17 septembre 1995 | 26  | 14         |
| 4      | Ahmed Al Nofali            | 22 mars 1995      | 26  | 48         |
| 5      | Fisal Alloun               | 8 avril 1995      | 26  | 23         |
| 8      | Sami Al Laun               | 2 juin 1991       | 30  | 72         |
| 10     | Ashraf Al Nasseri          | 24 mars 1992      | 29  | 23         |
| 11     | Aliyas Al-Noufali          | 7 décembre 2001   | 20  | 0          |
| 12     | Khalid Al Shaaibi          | 7 septembre 1992  | 29  | 68         |
| 13     | Asaad Al Qasmi             | 18 novembre 1996  | 25  | 40         |
| 15     | Amir Al Mashari            | 20 octobre 1998   | 23  | 3          |
| 16     | Salah Al-Saadi (C)         | 5 avril 1987      | 34  | 110        |
| 18     | Sanad Al-Fazari            | 23 novembre 1997  | 24  | 6          |
| 19     | Ahmed Al Balushi           | 3 février 1992    | 30  | 78         |
| 20     | Fahad Al Lawati            | 5 avril 1998      | 23  | 3          |
| 22     | Fahad Al Noufali (GB)      | 1er octobre 1992  | 29  | 81         |
| 23     | Rashad Al Fazari           | 8 mai 2000        | 21  | 31         |
| 25     | Asama Al-Shibli            | 29 juillet 1999   | 22  | 3          |
| 26     | Amjad Al Hasani            | 14 janvier 1989   | 33  | 5          |
| 30     | Mahmood Bait Shamaiaa (GB) | 11 mars 1991      | 31  | 60         |

### Singapour
L'effectif suivant de Singapour pour la Coupe AHF 2022.
Entraîneur :  Krishnan Vijayan
| Numéro | Joueur                | Date de naissance | Âge | Sélections |
| ------ | --------------------- | ----------------- | --- | ---------- |
| 1      | Wee Wei Xuan (GB)     | 9 avril 1997      | 24  | 22         |
| 2      | Harshen Koban         | 1er décembre 2004 | 17  | 0          |
| 3      | Darren Sia            | 20 juin 1998      | 23  | 6          |
| 4      | Ramanan Thulasiram    | 8 juillet 2000    | 21  | 0          |
| 5      | Yap Wee Lee           | 31 mars 2003      | 18  | 0          |
| 7      | Dineshraj Vijayan     | 17 janvier 1998   | 24  | 26         |
| 8      | Akash Prebhash        | 17 juin 2000      | 21  | 8          |
| 9      | Salis Noor (C)        | 16 juin 1993      | 28  | 61         |
| 11     | Faris Johari          | 17 juillet 1997   | 24  | 47         |
| 12     | Dawnraj Rengasamy     | 9 septembre 2002  | 19  | 2          |
| 14     | Jeremiah Balakrishnan | 5 février 1997    | 25  | 12         |
| 15     | Naveen Kumar          | 1er mars 2001     | 21  | 8          |
| 16     | Zaki Zulkarnan        | 17 juillet 2001   | 20  | 14         |
| 17     | Hariraj Vijayan       | 17 février 2000   | 22  | 14         |
| 21     | Bazil Kahar           | 7 décembre 1999   | 22  | 10         |
| 23     | NG Nicholas           | 23 août 1997      | 24  | 17         |
| 30     | Mohamed Yuhari (C)    | 30 juin 1990      | 31  | 74         |
| 31     | Gugan Sandran (GB)    | 3 juillet 1996    | 25  | 13         |

### Iran
L'effectif suivant de l'Iran pour la Coupe AHF 2022.
Entraîneur :  Rajab Nourani
| Numéro | Joueur                            | Date de naissance | Âge | Sélections |
| ------ | --------------------------------- | ----------------- | --- | ---------- |
| 2      | Reza Rahimipour                   | 16 mai 1987       | 34  | 6          |
| 3      | Aref Hamedi                       | 24 novembre 1998  | 23  | 0          |
| 4      | Mohammad Asnaashari               | 27 novembre 1991  | 30  | 7          |
| 5      | Seyedmohammad Ghoreishiroudbaraki | 26 décembre 1991  | 30  | 0          |
| 6      | Payam Lashgari                    | 19 juillet 1995   | 26  | 0          |
| 7      | Armin Babayandangalani            | 9 octobre 1998    | 23  | 0          |
| 8      | Mohsen Bohlouli                   | 19 janvier 1992   | 30  | 5          |
| 9      | Masoud Merati                     | 19 septembre 1991 | 30  | 0          |
| 10     | Mohammad Karimi                   | 13 juillet 1991   | 30  | 0          |
| 11     | Navid Taherirad (C)               | 21 décembre 1992  | 29  | 7          |
| 12     | Vahid Samadinaghadehi (GB)        | 9 décembre 1994   | 27  | 0          |
| 14     | Mahdi Shahrokhi                   | 12 septembre 1999 | 22  | 0          |
| 15     | Mohammad Saadat                   | 10 mars 2004      | 18  | 0          |
| 16     | Mohammadamin Azizi                | 8 novembre 2002   | 19  | 0          |
| 17     | Ali Yamani                        | 19 novembre 2004  | 17  | 0          |
| 18     | Zabihollah Rahchamani             | 11 août 2001      | 20  | 0          |
| 20     | Mohammadali Salehipour            | 25 mai 1998       | 23  | 0          |
| 26     | Rambod Hataminejad (GB)           | 10 janvier 2004   | 18  | 0          |